# Buironfosse
Buironfosse település Franciaországban, Aisne megyében. Lakosainak száma 1125 fő (2022. január 1.). Buironfosse La Capelle, Chigny, Englancourt, Erloy, La Flamengrie, Lerzy, Leschelle, Le Nouvion-en-Thiérache és Sorbais községekkel határos.

## Népesség
A település népességének változása:
| Lakosok száma | 1454 | 1322 | 1258 | 1195 | 1196 | 1163 | 1168 | 1157 | 1148 | 1125 |
|               | 1968 | 1982 | 1990 | 2006 | 2013 | 2015 | 2017 | 2019 | 2020 | 2022 |